# Austrolimnophila irwinsmithae
Austrolimnophila irwinsmithae är en tvåvingeart som beskrevs av Alexander 1937. Austrolimnophila irwinsmithae ingår i släktet Austrolimnophila och familjen småharkrankar. Inga underarter finns listade i Catalogue of Life.